# مطار فرانسيسكو بانجوي الدولي
مطار فرانسيسكو بانجوي الدولي (بالإنجليزية: Francisco Bangoy International Airport)‏ (إياتا: DVO، إيكاو: RPMD) هو مطار عام يخدم مدينة دافاو (مدينة) ويشغل المطار هيئة الطيران المدني الفلبينية.